# Elaeocarpus microphyllus
Elaeocarpus microphyllus là một loài thực vật có hoa trong họ Côm. Loài này được Elmer mô tả khoa học đầu tiên năm 1911.